# Laura Hospes
Laura Hospes (Wageningen, 4 juni 1994) is een Nederlandse fotografe. 

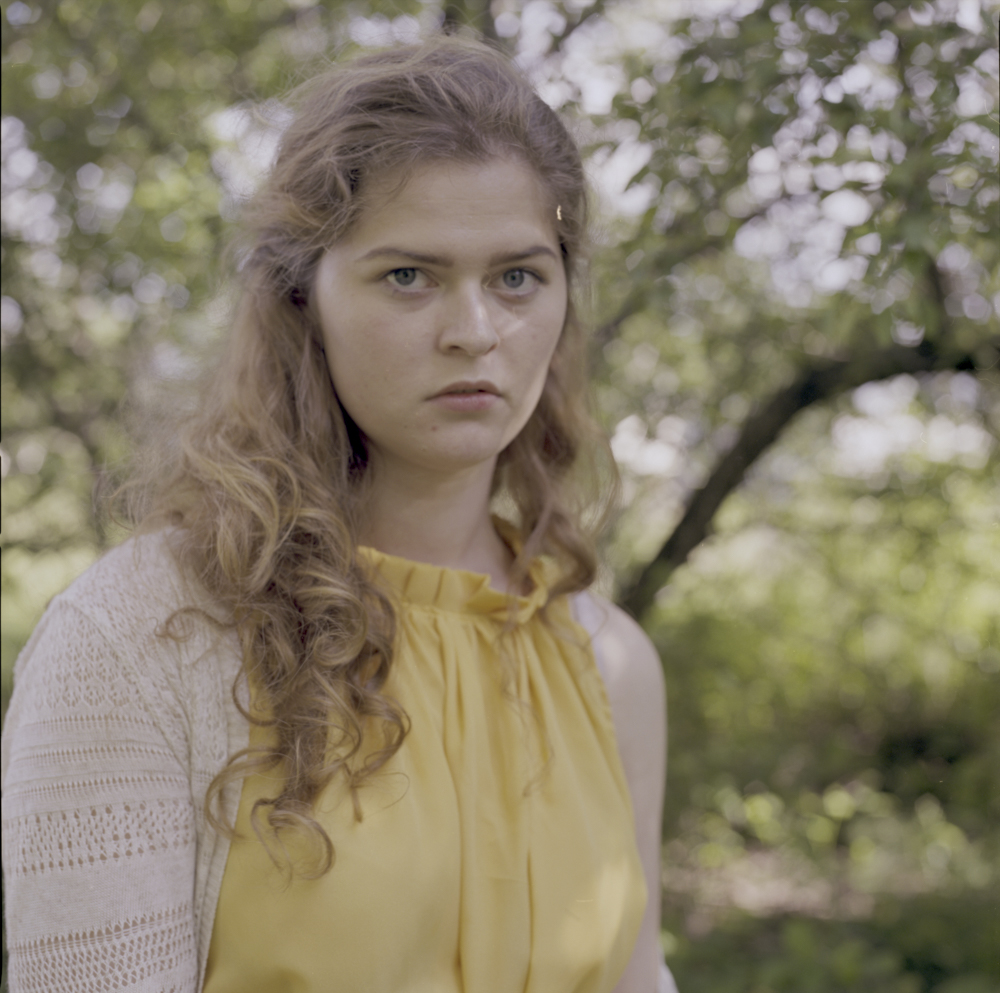

## Biografie
Laura Hospes haalde haar vwo-diploma op het Pallas Athene College te Ede. Vervolgens is zij gaan studeren aan de Fotoacademie, waar zij in 2016 'with honour' is geslaagd. In 2015 werd zij verkozen tot een van de beste opkomende fotografen door de jury van LensCulture Emerging Talent Awards 2015. Het project waarmee ze de juryleden kon overtuigen heet 'UCP-UMCG' en is gemaakt tussen de muren van een psychiatrische inrichting. De serie, die voornamelijk bestaat uit zwart-witte zelfportretten, laten de emoties zien die Hospes tijdens haar opname op haar af voelde komen. Na dit succes is zij doorgegaan met haar fotografie en heeft zij verschillende exposities gehouden, boeken uitgebracht en prijzen gewonnen. 

## Exposities
- 2017 Photoville, New York - Photofestival in Brooklyn Bridge Plaza (September 13 - 24, 2017)
- 2017 Control, Berlin - Groupexhibition at Jarvis Dooney Galerie Berlin (June 30 - September 2, 2017)
- 2017 Voies Off, Arles - Voies Off Festival, Cour de l'Archevevê ché, Arles (July 3 - 8, 2017)
- 2017 Young Masters, London - Exhibition from the Young Masters Art Prize, Gallery 8, London (June 19 - June 24, 2017), Royal Overseas League, London (June 28 - September 8, 2017) and The Royal Opera Arcade Gallery, London (October 2 - 14, 2017)
- 2017 FFN, Naarden - Fotofestival Naarden NL (May 20 - June 18, 2017)
- 2017 Beeldend Gesproken Kunstprijs, Amsterdam - Beeldend Gesproken Kunstprijs, De Hallen, Amsterdam (May 6 - June 4, 2017)
- 2017 Haute Photographie, Rotterdam - Haute Photographie 2017, LP2 Rotterdam (February 8 - 12, 2017)
- 2016 Gelaagde Portretten, Amersfoort - Groupexhibition at St. Aegtenkapel, Het Zand, Amersfoort (September 15 - November 14, 2016)*
- 2016 In Pursuit Of, Amsterdam - Groupexhibition at Kahmann Gallery, Lindengracht 35, Amsterdam (June 24 - September 2, 2016)
- 2016 UNFRAMED, Amsterdam - UNFRAMED2016, Amsterdam Roest (May 27 - 29, 2016)
- 2016 Haute Photographie, Rotterdam - Haute Photographie 2016, LP2 Rotterdam (January 12 - 14, 2016)
- 2015 NEW, Amsterdam - NEW Dutch Photography Talent, 5&33 gallery at Art'Otel, Amsterdam (December 10, 2015 - January 14, 2016)
- 2015 Experimental Video and Performance Art Festival, Venice - Venice Experimental Video and Performance Art Festival, Palazzo Ca'Zanardi Venice (September 4 - 13, 2015)
- 2015 LensCulture, San Francisco - LensCulture Emerging Talent Awards, San Francisco Camerawork (August 28 - September 4, 2015)
- 2015 The Portraiture Collection, Paris - The Portraiture Collection, The Fifth Annual Exposure Award, Musee du Louvre Paris (July 13, 2015)
- 2015 Het Oog, Amsterdam - Het Oog, Photoacademy Amsterdam (April 11 - May 13, 2015)
- 2014 De Nieuwe Smaak van het Hogeland, Leens - De Nieuwe Smaak van het Hogeland, Leens (28th June, 2014 - 21st September, 2014)
- 2014 Het Zelfportret, Amsterdam - Het Zelfportret, VondelCS Amsterdam (May 2 - 18, 2014)
- 2014 Het Zelfportret, Hilversum - Het Zelfportret, Instituut voor Beeld en Geluid Hilversum (March 25 - April 25, 2014)
- 2014 Fotovrijdag, Photoacademy

## Boeken
- 2017 SOLO, The Real Photobook - SOLO, Limited edition: 200 copies, The Real Photobook #2, Publisher: Y-Publishers (January, 2017)
- 2016 UCP (artist book) - UCP, First edition: 1000 copies, ISBN 978-94-6226-190-7, Publisher: Lecturis (September, 2016)
- 2016 UCP, handcrafted edition - UCP, handcrafted and signed, 10 copies (May, 2016)
- 2015 SO2015 - SO2015 book, ISBN 978-94-90731-05-2, Publisher: DuPho (December, 2015)
- 2015 NEW - NEW Dutch Photography Talent 2016, book by GUP Magazine, ISBN 978-90-823593-6-7, Publisher: X-PUBLISHERS (November, 2015)
- 2015 The Portraiture Collection - The Portraiture Collection Book, The Fifth Annual Exposure Award (August, 2015)
- 2015 17 01 09 (artist book) - 17 01 09, First edition: 30 copies, ISBN 978-90-823438-0-9, Publisher: Laura Hospes (March, 2015)

## Prijzen
- 2017 Young Masters Art Prize, Highly Commended - Young Masters Art Prize, Highly Commended, initiative from the Cynthia Corbett Gallery London (June, 2017)
- 2017 Belfast PhotoFestival, winner - Belfast PhotoFestival, winner with photobook UCP (June, 2017)
- 2017 Beeldend Gesproken, shortlisted - Beeldend Gesproken Kunstprijs, shortlisted (May, 2017)
- 2017 FotoFilmic, shortlisted - FotoFilmic, shortlisted with series Vleugellam (March, 2017)
- 2017 Jacob Riis Documentary Awards, finalist - Jacob Riis Documentary Awards, finalist with series UCP (March, 2017)
- 2016 Life Framer, honorary mention - Life Framer Awards, theme Youthhood, Honorary Mention (November, 2016)
- 2016 FAPA, nominee - Fine Art Photography Awards, category: people, nominee (June, 2016)
- 2015 SO2015, honorable mention - SO2015, honorable mention for SO2015 Student Award (December, 2015)
- 2015 One Eyeland, finalist - One Eyeland Photography Awards, Subcategory People-Self-Portrait: finalist (December, 2015)
- 2015 MIFA, 1st and 2nd place - Moscow International FotoAwards, Subcategory People-Self-Portrait: 1st place, Subcategory Book-Fine Art: 2nd place (November, 2015)
- 2015 LensCulture, Grant Winner - LensCulture Emerging Talent Awards, Grant Winner (August, 2015)
- 2015 De Donkere Kamer, 1st place - Pitch "De Donkere Kamer #6", 1st place (June, 2015)
- 2014 AVRO, best 50 - Zelfportret AVRO, best 50 (March, 2014)
- 2014 Fotovrijdag, 3rd place - Photoacademy Fotovrijdag, 3rd place (March, 2014)